# Atletika na Letních olympijských hrách 1904 – 100 metrů muži
 Běh na 100 metrů mužů na Letních olympijských hrách 1904 se uskutečnil  3. září v St. Louis. 

## Výsledky finálového běhu
| *                | jméno              | země                   | čas  |
| ---------------- | ------------------ | ---------------------- | ---- |
| Zlatá medaile    | Archie Hahn        | Spojené státy americké | 11,0 |
| Stříbrná medaile | Nathaniel Cartmell | Spojené státy americké | 11,2 |
| Bronzová medaile | William Hogenson   | Spojené státy americké | 11,2 |
| 4                | Fay Moulton        | Spojené státy americké |      |
| 5                | Frederick Heckwolf | Spojené státy americké |      |
| 6                | Lawson Robertson   | Spojené státy americké |      |